# Markus Verbeet
Markus Verbeet (* 17. November 1974 in Kleve) ist ein deutscher Jurist und Journalist.
Verbeet absolvierte die katholische Journalistenschule „Institut zur Förderung publizistischen Nachwuchses“. Während des Studiums arbeitete er unter anderem für die Süddeutsche Zeitung, den Bayerischen Rundfunk und den Philadelphia Inquirer. Er studierte Rechts- und Politikwissenschaft in Bonn, Leipzig, Paris und München. 2003 promovierte er an der Universität Mannheim zum Doktor der Rechte. Seine Dissertation wurde 2003 von der Universität Mannheim mit dem „Preis für Wissenschaft und Sprache“ ausgezeichnet.
Seither arbeitet er für das Nachrichtenmagazin Der Spiegel. Er war unter anderem Korrespondent in Brüssel sowie Redakteur für den Bereich Bildung. 2012 wurde er stellvertretender Leiter des Deutschland-Ressorts, seit 2015 ist er dessen Leiter. Er veröffentlichte unter anderem den Bestseller „Wie gut ist Ihre Allgemeinbildung?“. Zeitweise nahm er einen Lehrauftrag für Handlungskompetenz an der Universität St. Gallen wahr.

## Werke (Auswahl)
- Martin Doerry, Markus Verbeet: Wie gut kennen Sie Deutschland? Der große SPIEGEL-Wissenstest. - Köln: Kiepenheuer & Witsch, 2015
- Martin Doerry, Markus Verbeet (Hrsg.): Wie schlau sind Sie? Der große SPIEGEL-Intelligenztest. - Köln: Kiepenheuer & Witsch, 2014
- Sabine Trepte, Markus Verbeet (Hrsg.): Allgemeinbildung in Deutschland: Erkenntnisse aus dem SPIEGEL-Studentenpisa-Test. - Wiesbaden: Verlag für Sozialwissenschaften, 2010
- Martin Doerry, Markus Verbeet (Hrsg.): Wie gut ist Ihre Allgemeinbildung? Der große SPIEGEL-Wissenstest zum Mitmachen. - Köln: Kiepenheuer & Witsch, 2010